# Ligne de la côte de Frise-Orientale
La ligne de la côte de la Frise-Orientale désigne aujourd'hui la ligne ferroviaire partiellement démantelée de Norden via Esens à Sande. La section entre Norden et Dornum est utilisée par un chemin de fer patrimonial. La section médiane entre Dornum et Esens est démantelée en 1986. Le trafic régulier de voyageurs n'a lieu que sur le tronçon Est Esens-Wittmund-Jever-Sande-Wilhelmshaven par la ligne RB 59 des chemins de fer du Nord-Ouest (de).

## Histoire

Carte de 1881, la ligne de la côte est indiqué comme « projeté »

À l'origine, la ligne de chemin de fer d'Emden (en tant qu'extension du Ligne de l'Ouest hanovrien) via Norden, Esens et Wittmund jusqu'à la frontière de l'État à Asel s'appelle la ligne de la côte de la Frise-Orientale, qui est ouverte le 15 juin 1883. À Asel, la ligne est reliée aux chemins de fer d'État grand-ducaux d'Oldenbourg (de) en direction de Jever. La section allant d'Emden au nord fait désormais partie de la ligne Rheine-Norddeich Mole.
Dans le même temps, une ligne secondaire est construite de Georgsheil à Aurich. Le 15 juin 1892, la ligne Norden-Norddeich est ajoutée, puis prolongée jusqu'au quai en 1895 pour créer une connexion directe avec les ferries vers Norderney et Juist. En raison du trafic croissant aux thermes, le parcours, qui se trouve en partie en bord de route, n'est plus en mesure de répondre aux exigences. Entre 1903 et 1906, la ligne de la côte est donc déplacé sur un itinéraire éloigné de la route principale entre Emden-Harsweg et Norden. La gare d'Abelitz a été construite pour relier Aurich, d'où une nouvelle ligne (de) vers Georgsheil est construite. Le tronçon Georgsheil-Aurich reste inchangé.
À Esens et Wittmund, il y a une connexion via des systèmes de bogies à la ligne d'arrondissement à voie métrique Leer-Aurich-Wittmund (de), qui mène au nord jusqu'au terminal de ferry de Bensersiel et au sud via Aurich jusqu'à Leer. La ligne d'arrondissement est fermée au trafic de voyageurs en 1967 et au trafic de marchandises en 1969, puis est démantelée.
À Jever, la ligne vers Harle (de) est reliée. Le terminal de ferry pour les bateaux à destination de Wangerooge est desservi par des trains de marée.

### À partir de 1980
Le trafic voyageurs entre Norden et Esens est abandonné  le 29 mai 1983. Depuis 1987, la ligne entre Norden et Dornum est utilisée pour le trafic touristique par le chemin de fer touristique de la ligne de la côte de Frise-Orientale. Le 23 septembre 1989, le trafic de fret est également interrompu et la ligne est vendue par la Deutsche Bahn via l'arrondissement d'Aurich aux communes voisines en 1991. Celles-ci la loue au chemin de fer touristique. Le tronçon entre Dornum et Esens est désaffecté le 27 septembre 1985 et démantelé en 1986. Depuis 1990, une piste cyclable et une route se trouvent sur le tracé.

### Esens-Sande

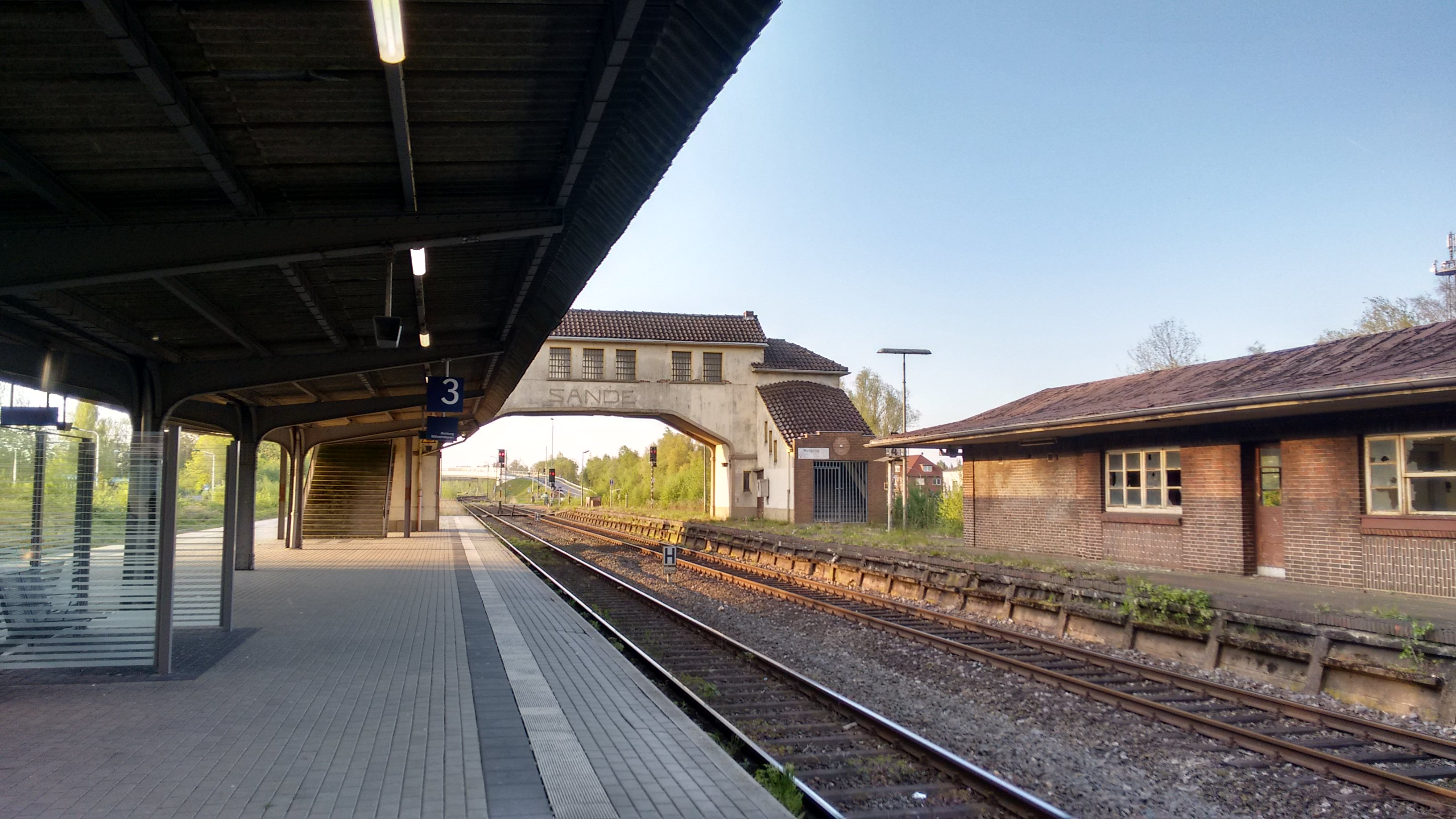
Quai et ancienne passerelle piéton de la gare de Sande, à droite le quai désaffecté

Dans les années 1990, le tronçon entre Esens et Sande est également menacé de fermeture. Afin de rendre les opérations plus attractives, le concept de transport ferroviaire local de la société de transport d'État de Basse-Saxe (de) de 1997 comprend une rénovation fondamentale et une extension pour une vitesse maximale de 80. Les mesures sont achevées en 2000. Le temps de trajet entre Sande et Esens est réduit de 13 minutes. Cela permet d'exploiter de manière plus économique deux circuits de wagons, les trajets étant reliés au centre principal de Wilhelmshaven (de) sans avoir à changer de train. À Sande, il existe une liaison directe sur le quai en face des trains de et vers Oldenbourg ou Osnabrück, le samedi après-midi également en liaison directe, depuis juin 2022 en divisant une liaison à Sande. Afin de pouvoir supprimer le passage à niveau sur la route nationale Esens–Aurich, le terminus d'Esens st reconstruit avant le passage à niveau et l'ancienne gare est abandonnée. Cela permet également de construire une plate-forme combinée pour les trains et les bus, afin que les passagers puissent atteindre leurs correspondances vers Aurich, Norden, Neuharlingersiel et Harlesiel, entre autres, rapidement et avec un trajet de transfert court. Les gares d'Esens à Sande sont rénovées et, à l'exception des gares de Schortens-Heidmühle et de Sande, reconverties en points d'arrêt, de sorte que la capacité de la ligne à voie unique est considérablement réduite. Cependant, Sanderbusch est déjà un point d'arrêt auparavant et à la gare de Sande, seul le quai encore utilisé aujourd'hui est rénové, tandis que le deuxième reste inutilisé et le pont qui y mène est fermé. Dans le cadre de la reconstruction de la gare de Sande, le pont est démoli en 2019 et le quai central inutilisé est supprimé. L'option de passage existante à Schortens-Heidmühle est nécessaire quotidiennement aux chemins de fer du Nord-Ouest pour les passages à niveau. À Sande, il y a une liaison vers Osnabrück via Oldenbourg. Lors du premier appel d'offres pour le transport ferroviaire local en Basse-Saxe, les chemins de fer du Nord-Ouest se voit attribuer le contrat pour le réseau « Weser-Ems ». Depuis novembre 2000, la société exploite des transports locaux sur cette ligne toutes les heures avec des rames automotrices diesel LINT. À la suite du démarrage des opérations et de l'expansion des infrastructures, la demande augmente de 145 % par rapport à 1997. Fin 2005, l'arrêt de Burhafe, fermé depuis un certain temps, est réactivé.

### Contournement ferroviaire de Sande
Dans le cadre de la mise en service du port Jade-Weser (de) à Wilhelmshaven, la ligne ferroviaire entre Sande et la jonction de Weißer Floh est déplacée car une extension de la ligne existante n'est pas possible en raison du tassement. L'arrêt Sanderbusch est abandonné sans remplacement. Depuis lors, la traversée du canal Ems-Jade ne se fait plus par un pont basculant, mais par un pont fixe. La nouvelle ligne à double voie est mise en service en juin 2022, la ligne aérienne en décembre 2022. L'ancienne voie est ensuite démantelée. En raison d'un manque d'aiguillage au carrefour de Weißer Floh, les trains de Sande en direction d'Esens doivent emprunter la voie de gauche dans le sens de la marche

### Chemin de fer touristique
Depuis 1987, la ligne entre Norden et Dornum, louée par les communes voisines, est utilisée pour le trafic touristique par le chemin de fer touristique de la ligne de la côte de Frise-Orientale (de) (MKO) les dimanches et jours fériés pendant les mois d'été. Le matériel roulant se compose de deux locomotives diesel de la DB série V 60 (de) avec des fourgons à bagages, des wagons de marchandises, deux voitures voyageurs et une voiture-restaurant. Le club est basé dans le hangar à locomotives de la gare de Norden, où tous les véhicules sont hébergés. Le tracé est progressivement rénové ces dernières années et, à Hage, il est détourné sur une longueur de 210 mètres en 2006/2007 pour faire place à une route de contournement. Une nouvelle gare dotée de deux voies à quais et d'une rampe de chargement est également mise en place. L'ancien bâtiment de l'ancienne gare a déjà été démoli au début de l'année à la suite d'un incendie criminel. La nouvelle gare est finalement achevée en 2008. En 2009, l'arrêt château de Lütetsburg (de) est réactivé.

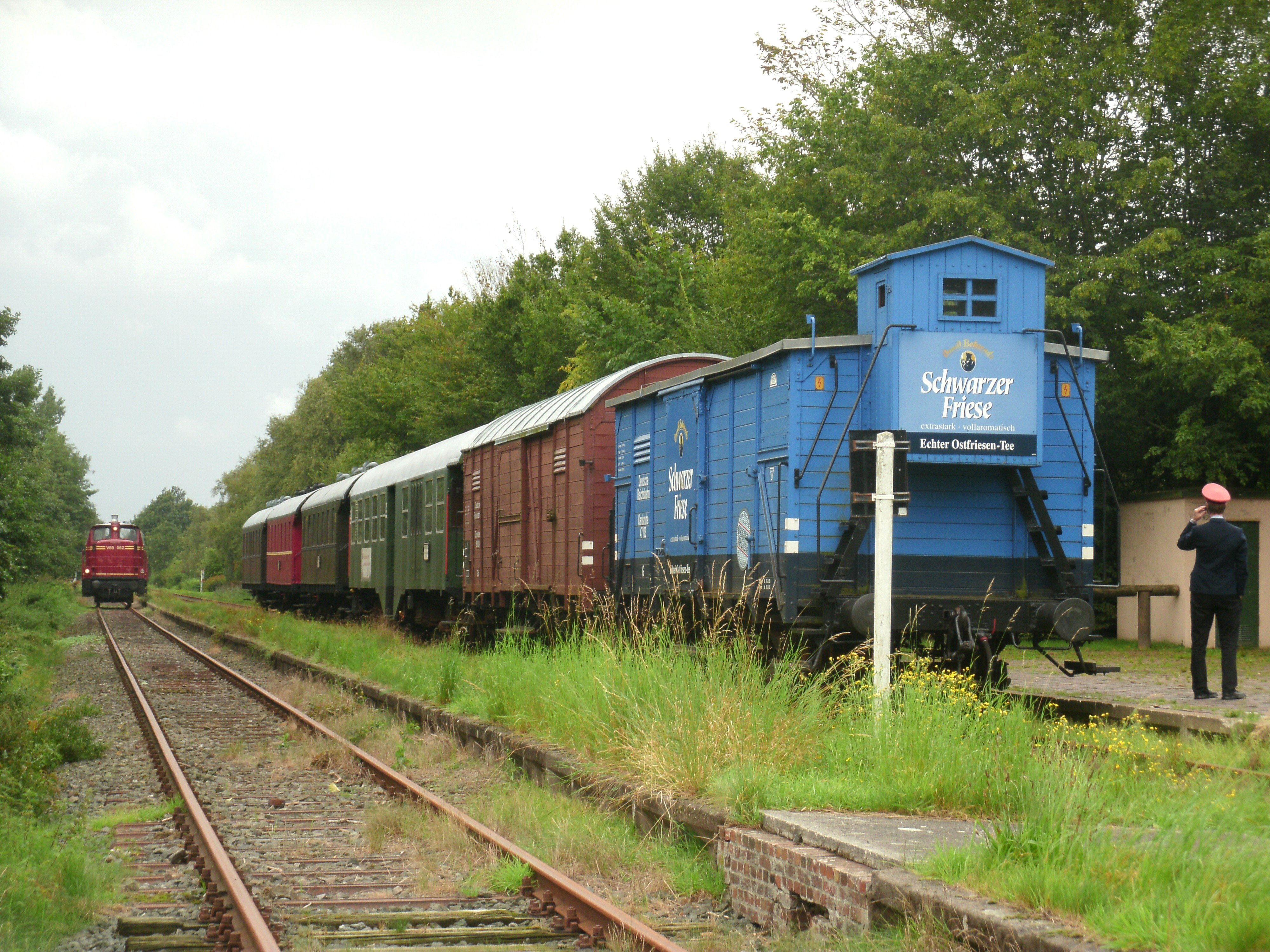
Chemin de fer touristique à la gare de Dornum
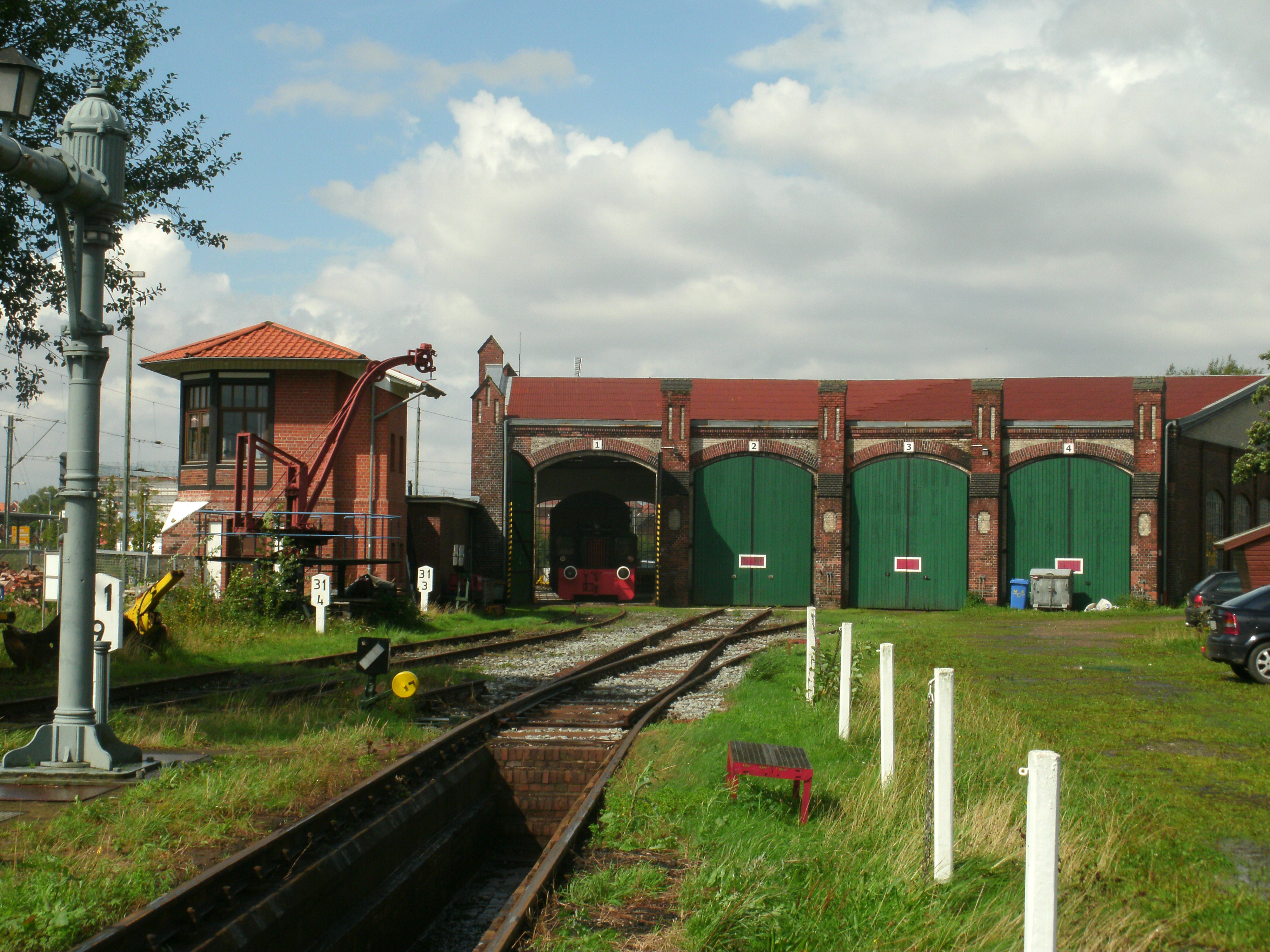
Lokschuppen Norden, siège du chemin de fer touristique
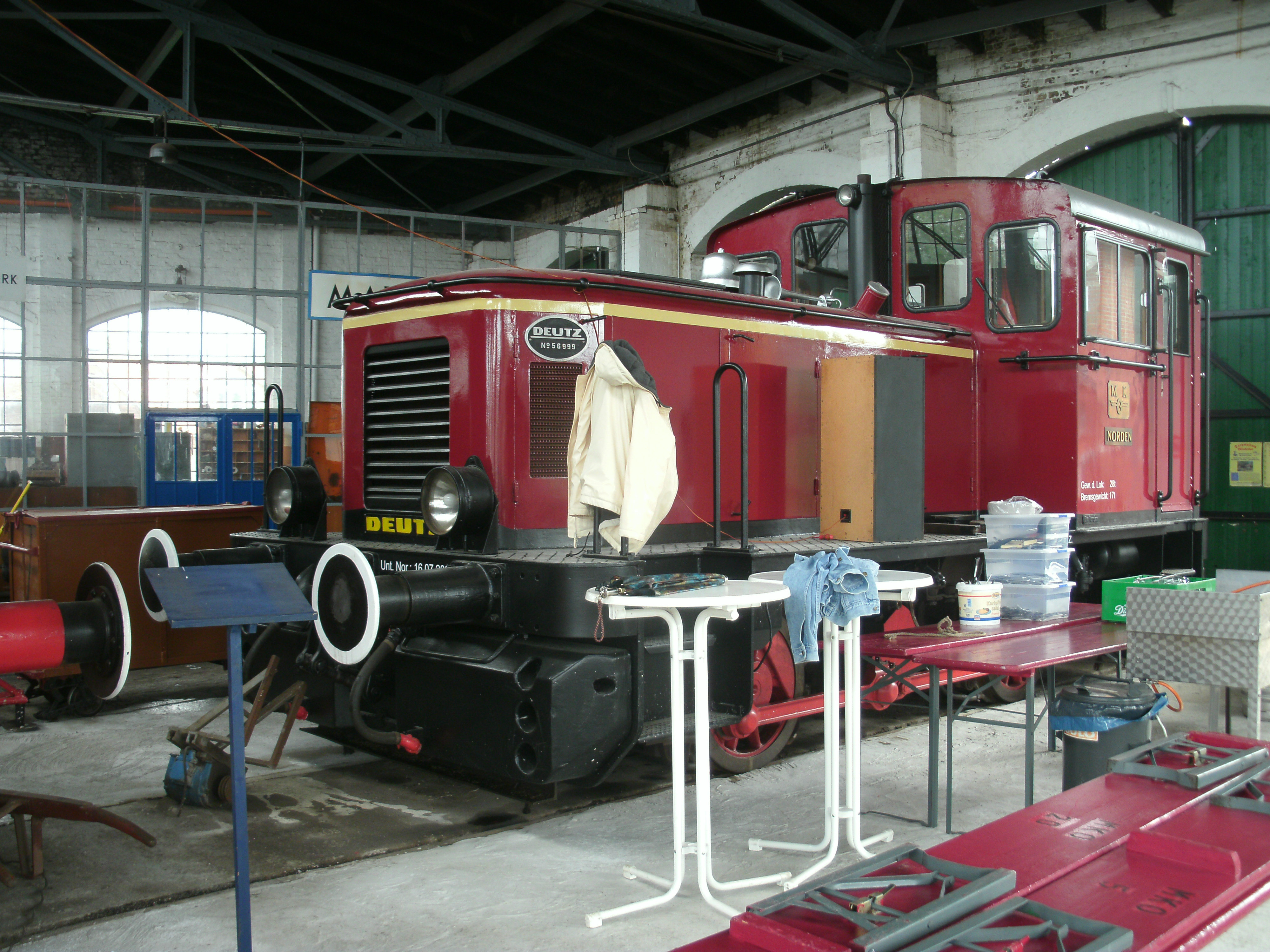
Locomotive diesel Norden dans le hangar à locomotives Norden
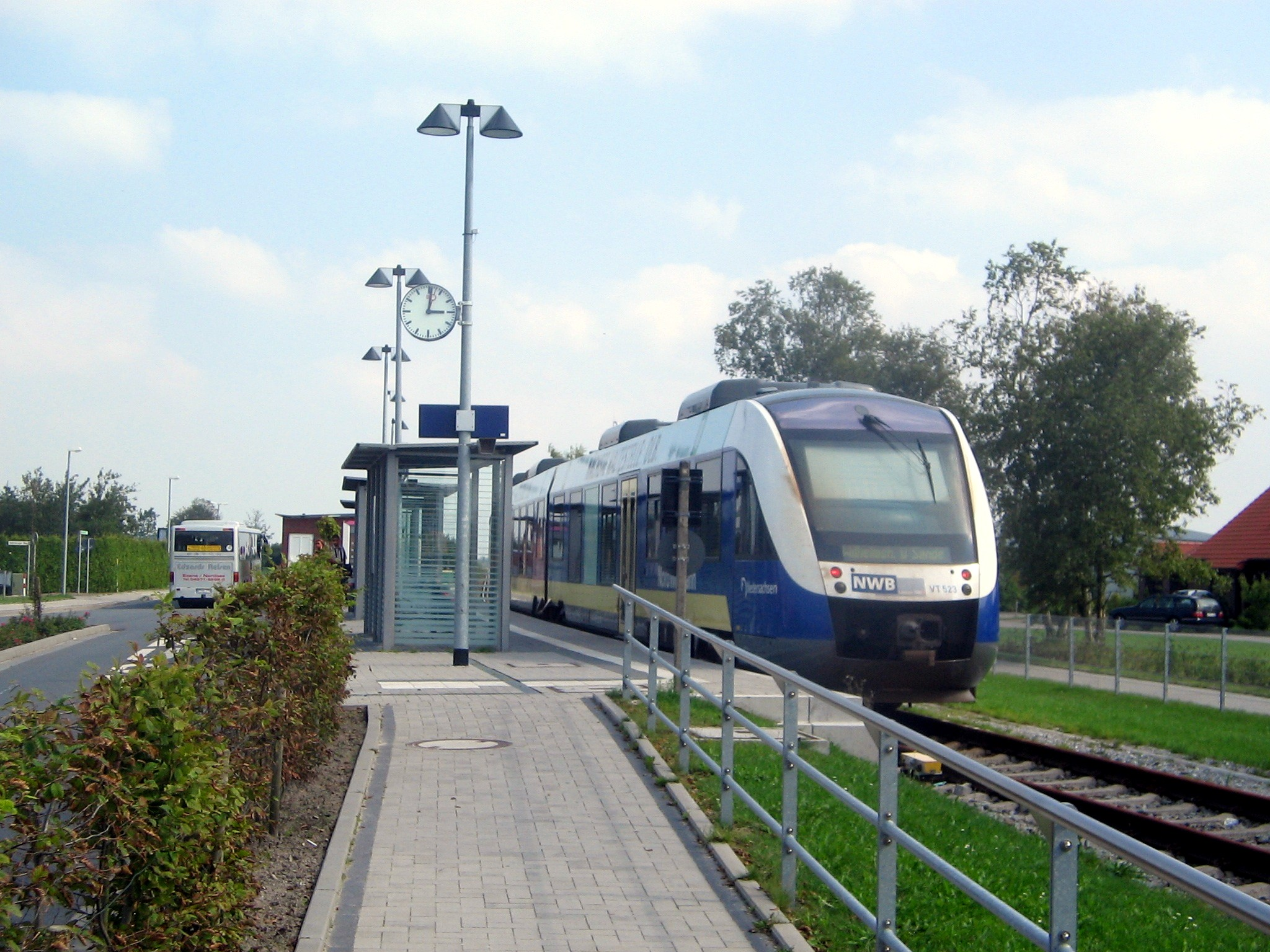
Nouvel arrêt Esens

## Service
| Ligne | Opérateur                         | Itinéraire de la ligne                                                                                  | Cycle                          |
| ----- | --------------------------------- | --- | ------------------------------ |
| RB 59 | Chemins de fer du Nord-Ouest (de) | Esens (de) – Burhafe – Wittmund (de) – Jever (de) – Schortens – gare de Sande (de) – Wilhelmshaven (de) | service horaire                |
|       | MKO et. V.                        | Norden – Château de Lütetsburg (de) – Hage – Westerende – Dornum (de)                                   | Sam/Dim/jours fériés en saison |

## Tarifs
Sur le tronçon exploité par les transports publics locaux réguliers entre la gare centrale de Wilhelmshaven et Esens, le tarif de Basse-Saxe (de) et le tarif interne de l'opérateur Chemins de fer du Nord-Ouest s'appliquent. De plus, les abonnements de la société de transport Ems-Jade (de) (VEJ) sont partiellement valables sur les trains des Chemins de fer du Nord-Ouest. Le Ticket-Basse-Saxe et le Ticket-Basse-Saxe+Groningen sont valables sur les trains des Chemins de fer du Nord-Ouest entre Esens et la gare centrale Wilhelmshaven, tout comme le Ticket d'État Quer-durchs (de). L'intégration du transport ferroviaire dans le réseau de transport Ems-Jade est en cours de planification. Sur le tronçon entre Norden et Dornum, utilisé pour le trafic touristique, s'applique le tarif spécial du chemin de fer touristique de la ligne de la côte de Frise-Orientale

## Perspectives

### Connexion ouest-est

Carte des liaisons ferroviaires en Frise-Orientale

Les communes voisines d'Esens, Dornum, Großheide, Hage et Norden ainsi que les arrondissements de Wittmund et d'Aurich commandent une étude pour évaluer les chances de réactiver le tronçon désaffecté entre Norden et Esens. Le problème ici est que l'ancienne gare d'Esens a été construite sur un supermarché et que la Deutsche Bahn prévoit de nouvelles ventes de terrains dans la zone de l'ancienne ligne ferroviaire.
La ville d'Aurich étudie également une extension de la ligne Abelitz-Aurich (de) (13 kilomètres, réactivé en 2008, à partir de 2021 uniquement trafic de marchandises, pas de trafic de voyageurs) jusqu'à Wittmund, afin de se connecter à la ligne de la côte. L'objectif est de créer une liaison ferroviaire continue pour le trafic de marchandises entre le port Jade-Weser (de) de Wilhelmshaven (le seul port en eau profonde allemand), officiellement inauguré en septembre 2012, et le port d'Emden (de) (un autre port maritime, à côté duquel se trouve un port de ferry vers l'île de Borkum en mer du Nord avec la gare du port extérieur d'Emden). Les produits importants du transport maritime dans les ports mentionnés sont principalement des véhicules automobiles de la production de l'usine Volkswagen d'Emden (de), ainsi que des éoliennes (ou leurs pièces) du fabricant Enercon, dont le siège social est à Aurich. Par le passé, Enercon est copropriétaire de la ligne ferroviaire Abelitz-Aurich et soutient activement sa réactivation par ses propres investissements de plusieurs millions, mais se retire depuis des opérations ferroviaires. Des navires d'installation pour parcs éoliens offshore accostent également à Emden et au JadeWeserPort,
En décembre 2010, un accord est signé à la mairie de Dornum « pour ne pas restreindre la route, fermée en 1983, par de nouvelles mesures de planification et de construction ». Il s'agit dans un premier temps de la route vers le nord, mais la route vers Esens est encore en discussion.

### Liaison Esens-Bensersiel
En outre, il est prévu d'étendre la ligne ferroviaire d'Esens jusqu'au port de ferry de Bensersiel afin de créer une meilleure connexion de voyage avec le service de ferry vers Langeoog. Sur le tronçon Esens-Bensersiel, la ligne à voie étroite de la ligne Leer-Aurich-Wittmund (de) existe déjà jusqu'en 1967, mais elle est démantelée et en partie reconstruite après sa fermeture. La liaison d'environ sept kilomètres de long fait partie d'un processus d'enquête et de sélection de la LNVG pour la réactivation des lignes ferroviaires de 2013 à 2015. Au premier tour, la connexion atteint la liste restreinte de 28 routes pouvant être réactivées, mais est exclue du processus lorsque le nombre est réduit à huit routes au deuxième tour,,.